# Yerjān
Yerjān (persiska: يرجان) är en ort i Iran.   Den ligger i provinsen Qazvin, i den nordvästra delen av landet, 140 km väster om huvudstaden Teheran. Yerjān ligger 1 499 meter över havet och antalet invånare är 599.
Terrängen runt Yerjān är huvudsakligen kuperad, men åt nordost är den platt. Runt Yerjān är det ganska tätbefolkat, med 108 invånare per kvadratkilometer. Närmaste större samhälle är Sangarābād, 14,5 km nordost om Yerjān. Trakten runt Yerjān består i huvudsak av gräsmarker.